# گلوبوکی (استان آمور)
گلوبوکی (به لاتین: Gluboky) یک منطقهٔ مسکونی در روسیه است که در استان آمور واقع شده‌است.